# Suzhou (rivière)
Pour les articles homonymes, voir Suzhou.
La Suzhou (chinois simplifié : 苏州河 ; chinois traditionnel : 蘇州河 ; pinyin : sūzhōu hé) est une rivière chinoise qui traverse Shanghai où elle se jette dans le Huangpu. C'est la prospère ville de Suzhou dans la province voisine du Jiangsu qui donna son nom à la rivière, quand Shanghai n'était encore qu'un village.
La rivière est également appelée la Wusong (chinois simplifié : 吴淞江 ; chinois traditionnel : 吳淞江 ; pinyin : wúsōng jiāng).

## Géographie
La Suzhou est l'un des principaux cours d'eau prenant sa source dans le lac Tai.
C'est une rivière de 125 km de longueur dont 54 km dans la municipalité de Shanghai et 24 km dans les arrondissements du centre-ville. Elle se jette dans le Huangpu au nord du Bund.

## Histoire
Au XIXe siècle, à l'époque des concessions étrangères, la rivière marquait la limite entre la concession britannique établie sur la rive droite et la concession américaine située sur la rive gauche. Ces deux entités fusionnèrent en 1863 pour constituer la concession internationale.

## Aspects culturels
La Suzhou est un des éléments clef du film germano-chinois Suzhou River (2000) du réalisateur Lou Ye qui y dépeint la vie de gens ordinaires dans les vieux quartiers de la berge nord à l'aube du nouveau millénaire.

## Voir également
- Le Huangpu
- Le Yangzi Jiang
- Le lac Tai
- Le Parc Mengqingyuan, parc à thème sur la protection de la rivière Suzhou.
- 50 Moganshan Road, quartier artistique.